# マーシャル郡 (アイオワ州)
マーシャル郡（Marshall County）は、アメリカ合衆国アイオワ州の郡である。人口は4万0105人（2020年） 。郡庁所在地はマーシャルタウンである。

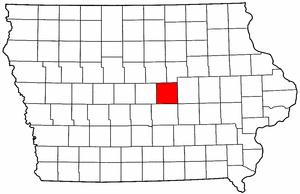
アイオワ州内の位置

## 地理
アメリカ合衆国統計局によると、この郡は総面積1,484 km2 (573 mi2) である。このうち1,482 km2 (572 mi2) が陸地で2 km2 (1 mi2) が水地域である。総面積の0.12%が水地域となっている。

### 隣接する郡
- ハーディン郡  (北西)
- グランディ郡  (北東)
- タマ郡  (東)
- ジャスパー郡  (南)
- ストーリー郡  (西)

## 人口動勢
2000年国勢調査で、この郡は人口39,311人、15,338世帯、及び10,460家族が暮らしている。人口密度は27/km2 (69/mi2) である。11/km2 (28/mi2) の平均的な密度に16,324軒の住宅が建っている。この郡の人種的な構成は白人90.44%、アフリカン・アメリカン0.93%、先住民0.35%、アジア0.78%、太平洋諸島系0.06%、その他の人種6.03%、及び混血1.42%である。ここの人口の8.96%はヒスパニックまたはラテン系である。
この郡内の住民は25.30%が18歳未満の未成年、18歳以上24歳以下が8.10%、25歳以上44歳以下が26.30%、45歳以上64歳以下が23.90%、及び65歳以上が16.40%にわたっている。中央値年齢は39歳である。女性100人ごとに対して男性は99.20人である。18歳以上の女性100人ごとに対して男性は96.50人である。
この郡の世帯ごとの平均的な収入は38,268米ドルであり、家族ごとの平均的な収入は46,627米ドルである。男性は33,809米ドルに対して女性は24,063米ドルの平均的な収入がある。この郡の一人当たりの収入 (per capita income) は19,176米ドルである。人口の10.20%及び家族の7.10%は貧困線以下である。全人口のうち18歳未満の14.30%及び65歳以上の8.60%は貧困線以下の生活を送っている。

## 都市及び町
| - マーシャルタウン (Marshalltown) - メルボルン (Melbourne) - アルビオン (Albion) - ギルマン (Gilman) - セントアンソニー (St. Anthony) - ステイトセンター (State Center) | - Haverhill - Clemons - Ferguson - Laurel - Le Grand - Liscomb - Rhodes |

### 郡区
- バンゴー郡区
- エデン郡区
- グルーンキャッスル郡区
- アイオワ郡区
- ジェファーソン郡区
- ルグラン郡区
- リバティ郡区
- リスコム郡区
- ローガン郡区
- マリエッタ郡区
- マリオン郡区
- マーシャル郡区
- ミネルバ郡区
- ステートセンター郡区
- テイラー郡区
- ティンバークリーク郡区
- ウィーン郡区
- ワシントン郡区